# 塔巴林半島
63°32′S 57°0′W / 63.533°S 57.000°W
塔巴林半島是南極洲的半島，位於葛拉漢地的特里尼蒂半島，長28公里、寬22公里，由瑞典探險隊發現和繪入地圖，現時由南極條約體系管理。